# 홍천초등학교 (경기)
홍천초등학교는 대한민국 경기도 용인시 수지구에 있는 공립 초등학교이다.

## 학교 연혁
- 2002.12.04 조례 제3168호 홍천초등학교 설치
- 2004.03.01 초대 정원팔 교장 부임
- 2004.03.02 개교식(18학급 편성)
- 2005.02.18 제1회 졸업식(졸업생: 93명)
- 2005.03.01 홍천초등학교 병설유치원 개원
- 2006.03.01 신일초등학교 학생수 분리(17학급, 432명)
- 2007.02.13 제3회 졸업식(졸업생: 133명)
- 2007.03.01 25개 학급으로 편성
- 2008.02.16 제4회 졸업식(졸업생: 149명)
- 2009.03.01 25학급 편성
- 2009.09.01 김홍석 교장 부임
- 2010.02.17 제6회 졸업식(졸업생: 152명)
- 2010.03.01 24학급 편성
- 2010.04.01 미래형 학습환경 선도학교 지정 운영
- 2011.02.16 제7회 졸업식(졸업생: 125명)
- 2011.03.01 22학급 편성
- 2011.09.01 제3대 유종분 교장 부임
- 2012.02.15 제8회 졸업식(졸업생: 132명)
- 2012.03.01 21학급 편성
- 2013.02.15 제8회 졸업식
- 2013.03.01 20학급 편성 운영
- 2014.02.18 제9회 졸업식(졸업생: 98명)
- 2014.03.03 20학급 편성 운영
- 2015.02.13 제11회 졸업식 91명(누계 1408명)
- 2015.03.01 제4대 박기복 교장 부임
- 2015.03.01 19학급 편성 운영